# Platanthera longiglandula
Platanthera longiglandula är en orkidéart som beskrevs av Kai Yung Lang. Platanthera longiglandula ingår i släktet nattvioler, och familjen orkidéer. IUCN kategoriserar arten globalt som sårbar. Inga underarter finns listade i Catalogue of Life.